# Lighthouse Family
Lighthouse Family er en britisk musikduo, der blev populære i midten af 1990'erne, og som i første omgang var aktive indtil begyndelsen af 2000'erne. Sangeren Tunde Baiyewu og keyboardspillere Paul Tucker dannede gruppen i 1993 i Newcastle upon Tyne, England, mens de gik på universitetet, hvor de arbejdede på den samme bar. Deres debutalbum, Ocean Drive (1995), solgte mere end 1,8 mio. eksemplarer i Storbritannien alene, og etablerede dem som en populær easy listening-duo i hele Europa.
Blandt deres største hits er "Lifted", "Lost in Space", "Ocean Drive", "Raincloud" og "High", der også nåede førstepladsen på Australian Singles Chart.
Duoens første album i 18 år, Blue Sky in Your Head, blev udgivet den 5. juli 2019.

## Diskografi
- Ocean Drive (1995)
- Postcards from Heaven (1997)
- Whatever Gets You Through the Day (2001)
- Blue Sky in Your Head (2019)